# Wirme
Wirme ist eine Ortschaft mit rund 150 Einwohnern in der Gemeinde Kirchhundem im Kreis Olpe (Nordrhein-Westfalen).

## Geografie

### Geografische Lage
Wirme liegt im Süderbergland des Rheinischen Schiefergebirges. Darin gehört es zum sogenannten Bilsteiner Bergland im Gebiet des Olper Landes. Die Ortslage gehört zu den westlichen Ausläufern des Rothaargebirges. Das Dorf befindet sich in einem von Süden nach Norden verlaufenden Tal, das vom hier „Wirmebach“ genannten Gewässer zur Hundem hin entwässert wird. Es liegt auf einer Höhe von 400 bis 430 m über NN. Im Osten befindet sich der Sommerberg, im Westen die 491 m hohe Wegescheide. Höhere Erhebungen sind im Südwesten die Kophelle (575 m) und im Nordwesten die Höhe (543 m).

### Nachbarorte
Nachbarorte des Dorfes Wirme sind Kohlhagen im Osten, Brachthausen im Süden, Varste im Westen und Emlinghausen im Norden.

## Geschichte
Die indirekte Ersterwähnung stammt von 1398. Der Ort gehörte früher zur politischen Gemeinde Kohlhagen im Amt Kirchhundem. Pfarrmäßig gehört er seit 1656 zur katholischen Pfarrgemeinde St.-Mariae-Heimsuchung, Kohlhagen. Der mittelalterliche Ortsname lautet to der Wedermoede, eine Stellenbezeichnung, die wahrscheinlich auf ein sumpfiges, morastiges, waldreiches Gelände hinweist. Dieser Ortsname hat sich im Laufe der Zeit zum heutigen Ortsnamen gewandelt. Parallel dazu gab es im 16. und 17. Jahrhundert auch die Ortsbezeichnung to der Wiedermöllen, was mit der im Ort vorhanden gewesenen Mühle in Zusammenhang zu bringen ist.
Im Ort ist eine 1901 erbaute katholische Kapelle vorhanden, die dem Heiligen Matthias geweiht ist. An gleicher Stelle stand zuvor ein Vorgängerbau. Im Mittel- und Spätmittelalter fand in Wirme Metallverarbeitung statt, wie zum Beispiel die vorkommenden Familien- bzw. Hofnamen Schmelzer und Schmidt zeigen.
Frühe Anhaltspunkte über die Größe des Ortes ergeben sich aus einem Schatzungsregister (diente der Erhebung von Steuern) für das Jahr 1543. Demnach gab es in „Wirmede“ 12 Schatzungspflichtige (die höchsten Abgaben entfielen auf Johann Schmaltzer, Henrich Peters, Henrich Schmidt und Henrich Platten); diese Zahl könnte mit den damals vorhandenen Höfen bzw. Häusern übereingestimmt haben.
Die Höfe waren bis zum Beginn des 19. Jahrhunderts Lehen der Vögte von Elspe.
1904 erhielt das Dorf eine eigene Volksschule. Der Schulsaal war zuerst untergebracht im Küsterhaus bei der Pfarr- und Wallfahrtskirche Kohlhagen, später im 1905 errichteten Haus Grünewald genannt Trippmann. 1930 wurde ein neues Volksschulgebäude eingeweiht. In der einklassigen Schule wurde unterrichtet bis zur Auflösung der Schule am 26. Juli 1967. Am 26. April 1904 wurde das Dorf von einer verheerenden Brandkatastrophe heimgesucht, der fünf Wohnhäuser, eine Wassermühle und zwei Nebengebäude zum Opfer fielen. Das ehemalige Mühlengut mit rund 80 Morgen Landbesitz wurde 1931 an die Chorschwestern vom heiligen Augustinus – Michaelskloster – Paderborn verkauft. Das Gut wurde von den Ordensschwestern bis 1965 weiter bewirtschaftet. Dann verkaufte der Orden die Liegenschaften wieder. Eine Löschgruppe der Freiwilligen Feuerwehr besteht seit 1930. 1959 wurde für sie ein Feuerwehrhaus gebaut. 1991 erhielt die Löschgruppe Räume in der denkmalgeschützten Scheune des Hofes Stute genannt Kusen. 2013/2014 baute die Löschgruppe mit finanzieller Unterstützung durch die Gemeinde Kirchhundem in Eigenleistung auf einem Teil des Kinderspielplatzes ein neues Feuerwehrhaus mit Schulungsraum. Seit 1921 ist das Dorf an die Elektrizitätsversorgung angeschlossen, 1931 wurde eine eigene Wasserleitung gebaut. 1990 wurde durch die Arbeitsgemeinschaft „Unser Dorf soll schöner werden“ ein Antennenkabel verlegt. Dadurch wurde einer Verunstaltung des Ortsbildes durch eine Vielzahl von Satellitenschüsseln entgegengewirkt.
Die Ortschaft Wirme beteiligt sich seit 1973 mit zum Teil herausragenden Erfolgen beim Wettbewerb „Unser Dorf soll schöner werden“ bzw. „Unser Dorf hat Zukunft“.

### Religionen
Nach dem Stand von 1989 waren von den damals 166 Einwohnern 157 römisch-katholisch, 7 evangelisch und 2 mit anderer Religion.

### Einwohnerentwicklung
Die Einwohnerzahlen von Wirme haben sich folgendermaßen entwickelt:
| Jahr | Einwohner |
| ---- | --------- |
| 1818 | 113       |
| 1838 | 122       |
| 1870 | 115       |
| 1930 | 160       |
| 1989 | 166       |
| 2006 | 204       |
| 2009 | 171       |
| 2010 | 161       |
| 2018 | 167       |

## Kultur und Sehenswürdigkeiten

### Baudenkmäler

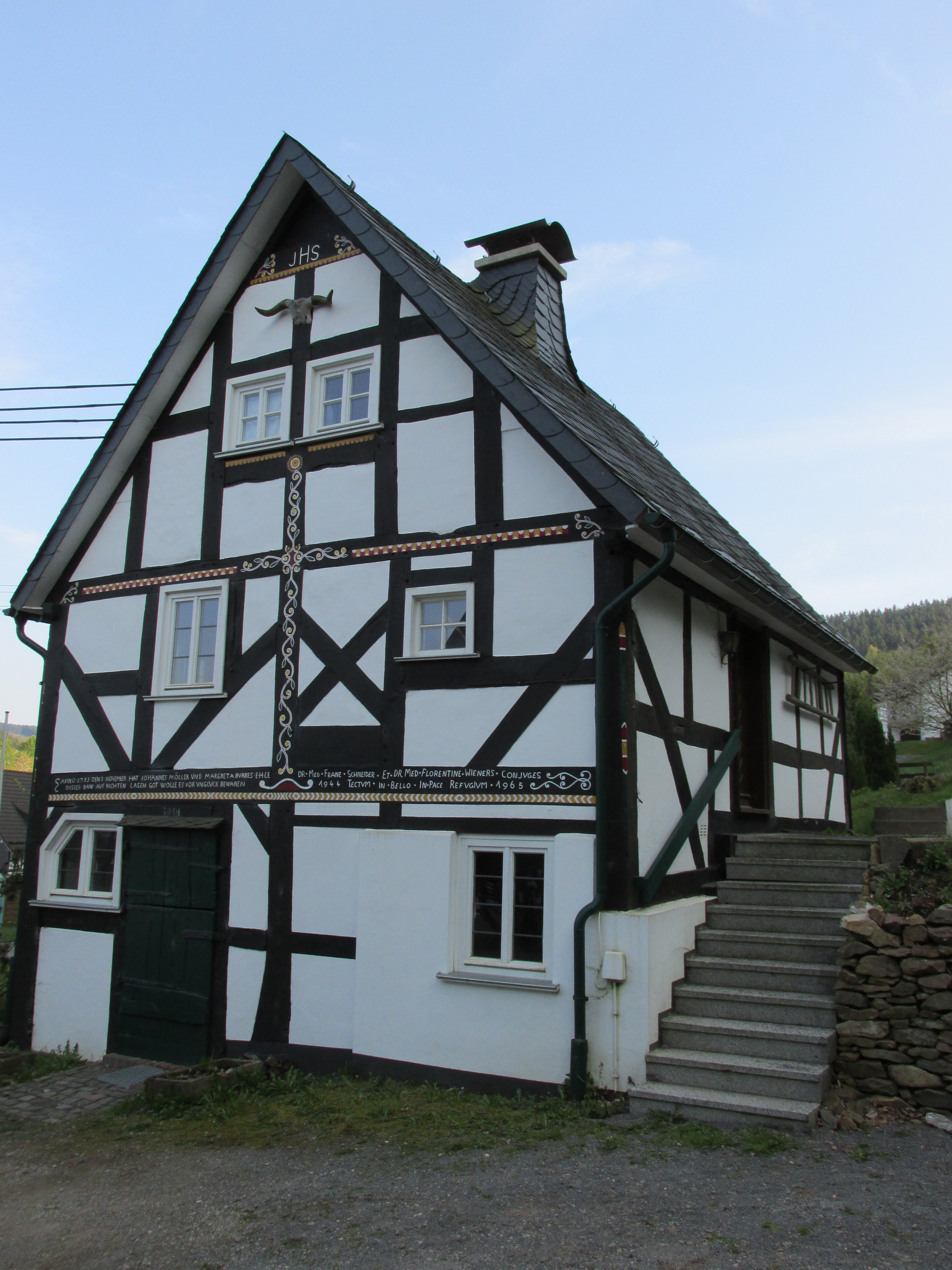
Speicher des früheren Mühlengutes

- Haupthaus und Scheune des Hofes Stute genannt Kusen, Wirme 4.
- Speicher des früheren Mühlengutes, Wirme 12a.[13]

### Wirmer Erlebnisweg
Der Wirmer Erlebnisweg wurde von den Einwohnern anlässlich des Wettbewerbs „Unser Dorf hat Zukunft“ 2010 errichtet. Der Weg beginnt auf der Wegescheide westlich des Dorfes und führt weiter in östlicher Richtung zum Kohlhagen. Am Weg wird zurzeit auf dreizehn verschiedene Besonderheiten in der Landschaft und im Dorf mit erläuternden Tafeln hingewiesen:
- Prozessionskreuz der Kohlhagener Fronleichnamsprozession auf der Wegescheide
- Hohlwegbündel auf der Wegescheide
- Pinge als Relikt früheren Bergbaus
- Wasserbehälter der frühesten Wirmer Wasserleitung
- Marienbildstock
- Baudenkmal Speicher des ehemaligen Mühlengutes
- St.-Matthias-Kapelle
- Natursteinmauer
- Gedenkkreuz aus der NS-Zeit
- ehemaliger Meilerplatz
- Pinge als Relikt früherer Bergbauaktivität
- Sieben-Schmerzen-Weg zum Wallfahrtsort Kohlhagen
- Hohlweg als früherer Kirchweg von Wirme nach Kohlhagen und Zubringer für Fuhrleute zum „Kriegerweg“.

Durch den Erlebnisweg setzen sich die Einwohner von Wirme einerseits mit ihrer eigenen Geschichte aktiv auseinander. Andererseits geben sie Informationen an Wanderer, die diese Strecke als Zubringerweg zum „Rothaarsteig“ nutzen.
Beim Gemeindewettbewerb „Unser Dorf hat Zukunft“ 2010 erhielt das Dorf für den Wirmer Erlebnisweg einen Sonderpreis und erreichte die Teilnahme am Kreiswettbewerb 2011.

### Regelmäßige Veranstaltungen
Zu den regelmäßigen Veranstaltungen des Dorfes zählen die seit 1905 aufgrund eines Gelübdes Anfang Februar gefeierte Agatha-Messe, das Patronatsfest der Kapelle am 24. Februar, die Fronleichnamsprozession und das Wirmer Wildschweingrillen (Dorffest), das an Christi Himmelfahrt gefeiert wird.

## Wirtschaft und Infrastruktur

### Verkehr
Wirme liegt an der L 728, die von Kirchhundem nach Hilchenbach führt.

### Öffentliche Einrichtungen
- Katholische Kapelle St. Matthias, erbaut 1901,
- Dorfgemeinschaftshalle,
- Kinderspielplatz,
- Bolzplatz,
- Feuerwehrhaus.